# 2019 год в театре

Год театра в России.

## События
- 8 апреля — в Королевском Альберт-холле (Лондон) прошла церемония вручения премии Лоренса Оливье. Лучшей новой пьесой стала «Наследство» (адаптация романа Э.М.Форстера «Говардс-Энд»), лучшим новым мюзиклом признан «Прилетевшие издалека» о событиях, последовавших за терактами 11 сентября 2001 года.
- 16 апреля — в Большом театре прошла церемония вручения премии «Золотая маска».
- 9 июня — в концертном зале «Радио Сити Мьюзик Холл» (Нью-Йорк) прошла 73-я церемония вручения премии «Тони», на которой мюзикл «Хейдестаун» выиграл 8 наград, включая «Лучший мюзикл». Лучшей пьесой признан «Паромщик» Джеза Баттеруорта, получивший в общей сложности 4 статуэтки Тони.

### Постановки
- 7 февраля — «Проблема», пьеса Тома Стоппарда в переводе А. Островского, режиссёр — Алексей Бородин, Российский академический молодёжный театр.
- 20 февраля — «Боженька» по пьесе Валерия Печейкина, режиссёр — Никита Кукушкин, Гоголь-центр.
- 15 сентября — «Палачи», пьеса Мартина Макдонаха, режиссёр — Кирилл Серебренников, Гоголь-центр.

## Деятели театра

### Скончались

#### Январь-март
- 4 января — Иван Бортник, российский актёр театра и кино, народный артист Российской Федерации[2]
- 15 января — Кэрол Чэннинг, американская актриса, обладательница специальной премии Тони[3]
- 20 января — Франсуа Перро, французский актёр и режиссёр
- 26 января — Мишель Легран, французский композитор, номинант на премию Тони[4]
- 4 февраля — Вячеслав Овчинников, российский композитор и дирижёр, Народный артист РСФСР
- 7 февраля — Альберт Финни, британский актёр, обладатель премии Лоренса Оливье, номинант на премию «Тони»[5]
- 8 февраля — Сергей Юрский, российский актёр театра и кино, народный артист РСФСР[6]
- 16 февраля — Серж Мерлен, французский актёр, кавалер Ордена Искусств и литературы
- 21 февраля — Стэнли Донен, американский танцор и хореограф
- 23 февраля — Кэтрин Хелмонд, американская актриса
- 26 февраля — Андрейс Жагарс, латвийский актёр и театральный режиссёр, директор Латвийской национальной оперы
- 28 февраля — Андре Превин, американский композитор
- 4 марта — Майа Туровская, российский театровед и театральный критик
- 5 марта — Дору Попович, румынский композитор
- 7 марта — Пино Карузо, итальянский актёр и режиссёр
- 9 марта — Владимир Этуш, российский актёр, театральный педагог. Народный артист СССР,  художественный руководитель Театрального института им. Щукина
- 13 марта — Зофья Червиньская, польская актриса
- 20 марта — Анатолий Адоскин, российский актёр, Народный артист Российской Федерации
- 21 марта — Пётр Зайченко, российский актёр, Заслуженный артист Российской Федерации
- 26 марта — Нодар Мгалоблишвили, грузинский актёр

#### Апрель-июнь
- 2 апреля — Ровшан Азиз оглы Алмурадлы, азербайджанский актёр и режиссёр
- 3 апреля — Алексей Булдаков, российский актёр
- 12 апреля — Джон Макинери, британский актёр
- 14 апреля — Биби Андерссон, шведская актриса
- 16 апреля — Фэй Маккензи, американская актриса
- 23 апреля
  - Тадеуш Плюциньский, польский актёр
  - Дэвид Винтерс, американский актёр, танцор и хореограф
- 24 апреля — Жан-Пьер Марьель, французский актёр
- 26 апреля
  - Элина Быстрицкая, российская актриса, театральный педагод. Народная артистка СССР
  - Эллен Швирс, немецкая актриса
- 30 апреля — Анемон, французская актриса
- 8 мая — Евгений Крылатов, российский композитор. Народный артист Российской Федерации
- 9 мая
  - Нелли Корниенко, российская актриса, театральный педагог. Народная артистка РСФСР
  - Ариф Меликов, азербайджанский композитор. Народный артист СССР
- 14 мая — Лу Хушенг, китайский режиссёр
- 1 июня — Геннадий Матвеев, российский актёр
- 6 июня — Александр Кузнецов, российский актёр, театральный педагог
- 11 июня — Валерия Валери, итальянская актриса
- 12 июня — Элфриде Отт, немецкая актриса
- 15 июня — Франко Дзеффирелли, итальянский режиссёр
- 23 июня — Андрей Харитонов, российский актёр
- 24 июня — Иван Эрёд, австрийский композитор
- 26 июня
  - Эдит Скоб, французская актриса
  - Макс Райт, американский актёр
- 30 июня — Борка Павичевич, сербский драматург и режиссёр

#### Июль-сентябрь
- 1 июля — Сид Рамин, американский композитор и аранжировщик
- 6 июля — Мартин Чарнин, американский режиссёр и либреттист
- 8 июля — Наталия Роллечек, польская детская писательница и драматург
- 9 июля — Рип Торн, американский актёр
- 10 июля — Валентина Кортезе, итальянская актриса
- 11 июля — Зигфрид Стробах, немецкий дирижёр
- 19 июля — Августин Милованов, белорусский актёр
- 25 июля — Анатолий Торопов, российский актёр. Народный артист Российской Федерации
- 27 июля — Йоганн Кресник, австрийский хореограф и режиссёр
- 30 июля — Флорина Серсель, румынская актриса
- 31 июля — Харольд Принс, американский продюсер и режиссёр. Обладатель 21 премии Тони
- 20 августа — Александра Назарова, российская актриса. Народная артистка России
- 28 августа — Мишель Омон, французский актёр
- 30 августа — Валери Харпер, американская актриса
- 3 сентября
  - Зинаида Славина, российская актриса
  - Кэрол Линли, американская актриса
- 7 сентября — Рожер Бутри, французский дирижёр и композитор
- 9 сентября — Мартти Валтонен, финский танцовщик, артист балета
- 12 сентября — Ласло Мартон, венгерский режиссёр. Обладатель премии Кошшута и Ордена Заслуг
- 15 сентября — Филис Ньюман, американская актриса. Обладательница премии Тони
- 28 сентября — Марк Захаров, российский режиссёр театра и кино, художественный руководитель театра «Ленком»

#### Октябрь-декабрь
- 4 октября
  - Альберто Теста, итальянский танцор и хореограф
  - Стивен Мур, британский актёр
- 5 октября — Марчелло Джордани, итальянский оперный певец
- 6 октября — Власта Храмостова, чешская актриса
- 10 октября — Мари Жозе Нат, французская актриса
- 11 октября — Роберт Форстер, американский актёр
- 15 октября — Тамара Бучучану-Ботез, румынская актриса
- 17 октября — Алисия Алонсо, кубинская балерина, хореограф и педагог, создательница Национального балета Кубы
- 22 октября — Рэймонд Леппард, британский дирижёр
- 26 октября — Паскаль Робертс, французская актриса
- 29 октября — Людмила Геника-Чиркова — советская актриса театра и кино, заслуженная артистка РСФСР (1972)
- 30 октября — Бернард Слэйд, канадский драматург
- 31 октября — Энн Крамб, американская актриса
- 1 ноября — Йоганнес Шааф, немецкий режиссёр
- 2 ноября — Мари Лафоре, французская актриса
- 5 ноября — Лорел Григгс, американская актриса
- 12 ноября
  - Иэн Каллен, британский актёр
  - Мартин Загнер, хорватский актёр
- 13 ноября — Йукихиро Такигучи, японский актёр
- 24 ноября — Джон Саймон, американский автор, театральный критик
- 27 ноября
  - Джонатан Миллер, британский театральный и оперный режиссёр
  - Стефан Данаилов, болгарский актёр. Министр культуры Болгарии (2005–2009)
- 2 декабря — Ричард Истон, американский актёр. Обладатель премии Тони
- 3 декабря — Носрат Карими, иранский актёр, режиссёр
- 6 декабря
  - Стоянка Мутафова — болгарская актриса
  - Рон Либман, американский актёр. Обладатель премии Тони
- 8 декабря — Рене Обержонуа, американский актёр. Обладатель премии Тони
- 12 декабря — Дэнни Айелло, американский актёр
- 13 декабря — Екатерина Дурова, российская актриса
- 25 декабря — Петер Шрайер, немецкий оперный певец и дирижёр
- 26 декабря — Галина Волчек, российская актриса и режиссёр, главный режиссёр и художественный руководитель театра «Современник». Народная артистка СССР, полный кавалер ордена «За заслуги перед Отечеством»
- 30 декабря — Гарри Купфер, немецкий оперный режиссёр и педагог